# FSV Veritas Wittenberge/Breese
Der FSV Veritas Wittenberge/Breese ist ein deutscher Fußballverein aus Wittenberge im Landkreis Prignitz. Heimstätte ist das Ernst-Thälmann-Stadion, das 5000 Zuschauern Platz bietet.

## Verein
Veritas Wittenberge entstand 1948 aus einer Fusion der neu gebildeten Nachkriegssportgruppen Süd Wittenberge sowie Nord Wittenberge (diese traten an die Stelle des Singer TSV sowie Alemannia) und spielte fortan als ZSG Wittenberge. Bereits vor 1945 existierten in Wittenberge mehrere Fußballvereine, der bekannteste war die Werkself von Singer Wittenberge. In der Folgezeit standen den Brandenburgern mehrere Umbenennungen und Fusionen bevor.

Logo der BSG CM Veritas Wittenberge (1960–1990)

1949 erfolgten Namensänderungen in BSG Industrie Wittenberge und ab 1950 in Mechanik sowie Motor Wittenberge. Am 3. Juni 1960 fusionierte Motor Wittenberge mit dem damaligen Drittligisten Chemie Wittenberge, und übernahm dessen Platz in der II. DDR-Liga als BSG Chemie/Motor Veritas Wittenberge. Lokalrivale Chemie war bereits seit 1958 in der dritthöchsten ostdeutschen Klasse aktiv gewesen, Nachfolger Veritas Wittenberge gelang dies bis zur Auflösung der Liga nach der Spielzeit 1962/63.
Nach der Saison 1970/71 erreichten die Brandenburger als Zweiter der Bezirksliga Schwerin den Aufstieg in die DDR-Liga. Sie profitierten dabei von der Erweiterung der Liga von zwei in der Saison 1970/71 auf fünf Staffeln in 1971/72. Die nächsten sechs Spielzeiten konnte sich Wittenberge in der zweithöchsten Spielklasse der DDR etablieren. 1977 musste Veritas gemeinsam mit Lok Halberstadt und Lok Stendal die Liga wieder verlassen. In der Folgezeit gelang Wittenberge 1978, 1980 und 1982 der erneute Aufstieg, die Elf musste aber im Stile einer Fahrstuhlmannschaft jeweils den sofortigen Wiederabstieg hinnehmen. Bis 1991 spielten die Wittenberger im Bereich des Bezirks Schwerin und wechselten dann zum Fußball-Landesverband Brandenburg.
Nach der Wende fanden wieder mehrere Umbenennungen statt: 1990 in SV Veritas Wittenberge sowie ab 1991 mit dem Aussteigen des Trägerbetriebes kurzzeitig in Grün-Rot Wittenberge. Nach einer erneuten Namensänderung mit Annahme des historischen Namens Alemannia Wittenberge wurde auf einer Mitgliederversammlung im Jahr 1996 wieder der Nachkriegsname CM Veritas Wittenberge angenommen. Sportlich verschwand der Verein aus dem höherklassigen Fußball recht schnell. Nach einem zwischenzeitlichen Aufenthalt in der Verbandsliga Brandenburg agiert Wittenberge derzeit in der Landesklasse West Brandenburg. Am 9. Juni 2008 fusionierte der FSV CM Veritas Wittenberge mit der SG Breese 1951 zum FSV Veritas Wittenberge/Breese.

## Statistik
- Teilnahme DDR-Liga: 1971/72 bis 1976/77, 1978/79, 1980/81, 1982/1983
- Teilnahme II. DDR-Liga: 1958, 1959 (Chemie Wittenberge)
- Teilnahme II. DDR-Liga: 1960 bis 1962/63 (Veritas Wittenberge)
- Ewige Tabelle der DDR-Liga: Rang 71

## Personen
- Johannes Matzen, DDR-Nationalspieler, spielte bis 1949 bei der Sportgemeinschaft Wittenberge-Süd